# Bobby Cattage
Robert Lewis Cattage, detto Bobby (Huntsville, 17 agosto 1958), è un ex cestista statunitense, professionista nella NBA e in Italia.

## Carriera
Venne selezionato dagli Utah Jazz all'ottavo giro del Draft NBA 1981 (165ª scelta assoluta).